# Constanz Brüel
Constanz Brüel, auch Konstanz Brüel (* 1. November 1892 in Schladen; † 2. Juni 1966 ebenda) war ein deutscher lutherischer Kirchenjurist.

## Leben
Brüel wurde als Sohn des gleichnamigen Apothekenbesitzers und Chemikers in Goslar, Constanz Brüel, geboren. Nach dem Besuch der Bürgerschule und des Gymnasiums in Goslar, das er Ostern 1912 mit dem Reifezeugnis verließ, studierte er Rechtswissenschaften in Heidelberg, München und Göttingen. In Heidelberg war er 1912 Renonce des Corps Suevia Heidelberg und erhielt von diesem 1952 die Corpsschleife. Nach dem Kriegsdienst, den er im Ersten Weltkrieg von 1914 bis 1915 als Kriegsfreiwilliger beim Hannoverschen Jäger-Bataillon Nr. 10 ableistete, legte er 1916 sein Referendarexamen ab und promovierte mit der gesellschaftsrechtlichen Dissertation Vermag die Aktiengesellschaft ihren Mitgliederbestand auf einen Kreis bestimmt qualifizierter Personen beschränkt zu erhalten? 1918 zum Dr. jur. 1920 wurde Brüel Gerichtsassessor bei den Staatsanwaltschaften bei den Landgerichten Göttingen, Lüneburg, Verden und Hannover.
1924 wurde er juristischer Hilfsarbeiter im Landeskirchenamt Hannover und mit dem 1. März 1926 als Landeskirchenrat endgültig in das Kollegium berufen. 1933 wurde er rechtskundiger Oberlandeskirchenrat der Evangelisch-lutherischen Landeskirche Hannovers. Im November 1934 wurde er im Kirchenkampf von den Deutschen Christen aus dem Landeskirchenamt entfernt, jedoch 1935 mit Verdrängung der Deutschen Christen um Gerhard Hahn aus dem Landeskirchenamt rehabilitiert. Brüel trat zum 1. Mai 1933 der NSDAP bei (Mitgliedsnummer 2.956.601), wurde aber durch Beschluss des Obersten Parteigerichts in München vom 29. Mai 1936 aus der Partei ausgeschlossen. 1936 bis 1938 war Brüel rechtskundiger Vertreter des Präsidenten des Landeskirchenamtes Friedrich Schnelle.
Von 1953 bis zu seinem Ruhestand 1958 war Brüel als juristischer Dirigent (heute Rechtskundiger Vizepräsident) der Landeskirche tätig. Er war langjähriger Vorsitzender der Disziplinarkammer der Landeskirche und Mitglied in den Kuratorien verschiedener Predigerseminare. Zu seinem Arbeitsgebiet gehörte unter anderem die landeskirchliche Bauverwaltung. In dieser Funktion hatten Brüel bleibende Verdienste um den Wiederaufbau kriegszerstörter Kirchen, Gemeinde- und Pfarrhäuser in Niedersachsen nach dem Zweiten Weltkrieg.